# Caenoscelis ferruginea
Caenoscelis ferruginea là một loài bọ cánh cứng trong họ Cryptophagidae. Loài này được Sahlberg miêu tả khoa học năm 1817.